# István Csom
István Csom   (Sátoraljaújhely, 2 de juny de 1940 - 28 de juliol de 2021) fou un jugador d'escacs hongarès, que obtingué els títols de Gran Mestre des de 1973 i d'Àrbitre Internacional des de 1991. La FIDE li concedí el títol de Mestre Internacional el 1967 i el de Gran Mestre el 1973.
Fou campió d'Hongria dos cops, els anys 1972 i 1973 (ex aequo). Entre les seves victòries en torneigs internacionals destaquen les d'Olot 1973, Cleveland 1975, Olot 1975, Pula torneig Zonal 1975, Berlín 1979, Copenhaguen 1983, Järvenpää 1985 i Delhi 1987 (per davant d'Anatoli Vaisser i Viswanathan Anand).
Csom va participar, representant Hongria, en set olimpíades d'escacs (1968–1974, 1978–1982, 1986–1988).
Durant la seva carrera, Csom va derrotar molts Grans Mestres d'elit, com ara Ulf Andersson, Borís Gulko, Tony Miles, Lajos Portisch, Samuel Reshevsky, Nigel Short, l'excampió del món Mikhaïl Tal, Rafael Vaganian, i Arthur Yussupov.